# Kim Cho-hee
Dans ce nom coréen, le nom de famille, Kim, précède le nom personnel.
Kim Cho-hee, née Kim Kyoung-hee, est une réalisatrice et productrice sud-coréenne. 

## Biographie
Elle a étudié le cinéma pendant six années en France, et c'est là qu'elle rencontra Hong Sang-soo, venu tourner Night and Day. Elle s'impliqua et contribua à façonner une volonté de sobriété dans la production. Sa collaboration avec Hong Sang-soo s'acheva brutalement, ce qui lui inspira le film semi-autobiographique  Lucky Chan-sil. 

## Filmographie sélective
- 2011 : The Pianist in Winter
- 2016 : Ladies of the Forest
- 2019 : Lucky Chan-sil